# Maciova, Caraș-Severin
Maciova este un sat în comuna Constantin Daicoviciu din județul Caraș-Severin, Banat, România.

## Legături externe

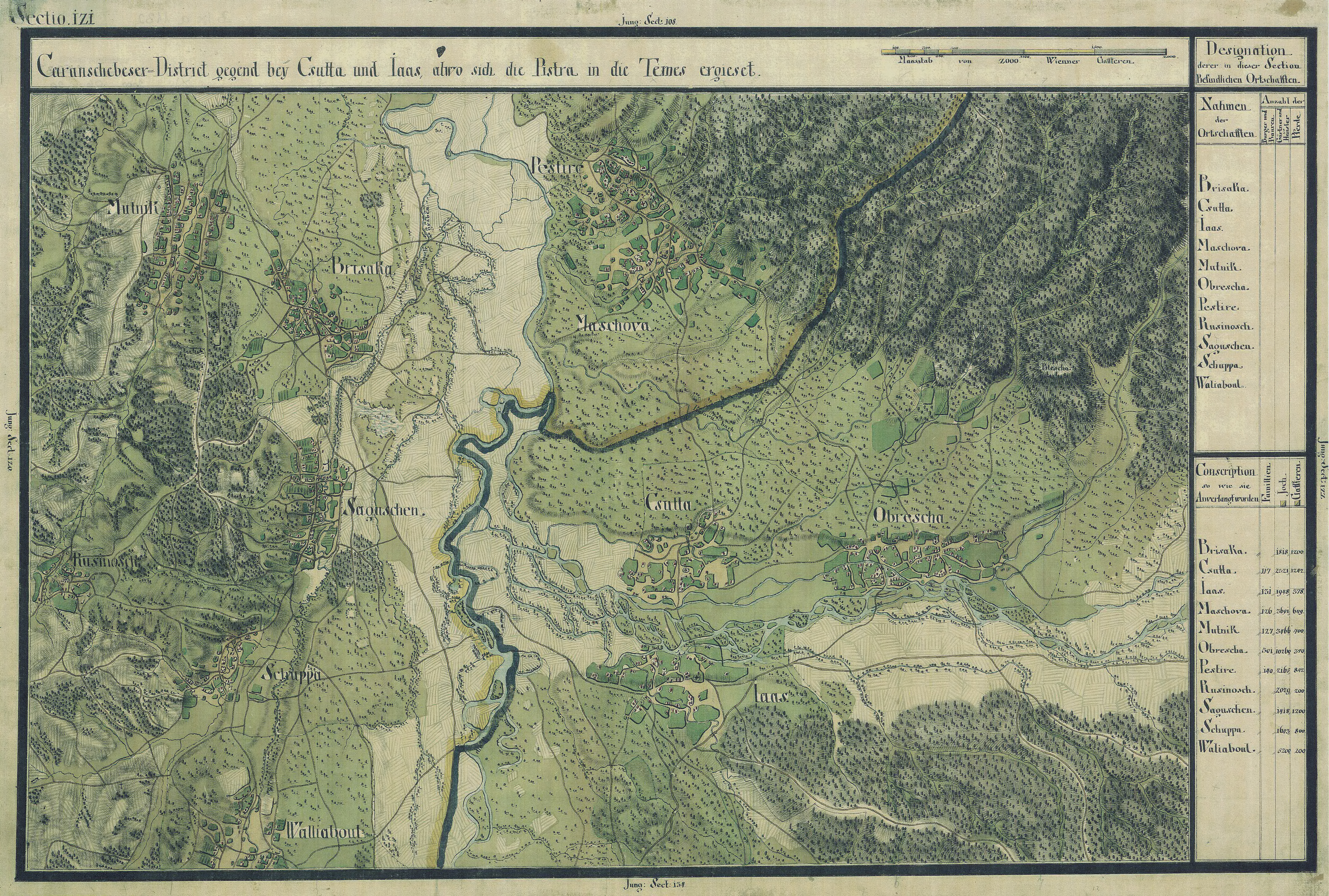
Maciova în Harta Iosefină a Banatului, 1769-72